# Zoran Petrović (Wasserballspieler)
Zoran Petrović (serbisch-kyrillisch Зоран Петровић; * 22. August 1960 in Belgrad) ist ein ehemaliger serbischer Wasserballspieler.

## Karriere
Petrović begann seine internationale Karriere bei den Mittelmeerspielen 1983 in Casablanca. Dort holte er mit der jugoslawischen Wasserballnationalmannschaft die Goldmedaille. Im folgenden Jahr nahm er an den Olympischen Spielen in Los Angeles teil und sicherte sich mit dem Team den Olympiasieg.
Bei der Europameisterschaft 1985 in Sofia erreichte die jugoslawische Mannschaft den zweiten Platz und gewann Silber. Ein Jahr später wurde sie bei der Weltmeisterschaft 1986 in Madrid Weltmeister. Petrović war Teil des Kaders und trug zum Titelgewinn bei.
Seine letzte internationale Medaille errang er 1987 bei der Sommer-Universiade in Zagreb. Dort belegte das Team den dritten Platz und erhielt die Bronzemedaille.